# Okushiri
Okushiri (jap. 奥尻島 Okushiri-tō) – japońska wyspa leżąca na zachód od Hokkaido na Morzu Japońskim.
Największym miastem wyspy jest Okushiri. Populacja w marcu 2008 roku wynosiła 3442 osób, gęstość zaludnienia 24,1 osób na km². Powierzchnia wynosi 142,70 km². W mieście funkcjonuje jedyne lotnisko na wyspie.  
Na wyspie znajduje się góra wulkaniczna Katsuma (Katsuma-yama).

## Historia
12 lipca 1993 roku wyspa nawiedzona została przez tsunami niecałe 5 minut po trzęsieniu ziemi o sile 7,8 w skali Richtera wywołanym 15-30 km od brzegu pod dnem Morza Japońskiego. Pierwsza fala dotarła do wioski Aonae na południowym cyplu wyspy. Było to drugie trzęsienie ziemi w ciągu dziesięciu lat. Zarejestrowano wówczas falę o maksymalnej wysokości 32 metrów. Wody przelały się ponad wałami ochronnymi wzniesionymi po poprzednich kataklizmach. Fala zmyła budynki, pojazdy i dokujące statki, a uszkodzenia instalacji elektrycznych wywołały pożary. Liczba potencjalnych ofiar znacznie się zmniejszyła dzięki systemowi ostrzegania zastosowanemu przez Japońską Agencję Meteorologiczną i edukacji miejscowej społeczności. Dzięki tym ostrzeżeniom wielu mieszkańców się uratowało, uciekając na wyżej położone tereny natychmiast po głównym wstrząsie, zanim jeszcze ogłoszono alarm. Wydarzenie to stało się również najlepiej udokumentowaną katastrofą tego rodzaju w historii. Pochłonęło ok. 200 ofiar śmiertelnych.